# Sagàs
Sagàs és un municipi de la comarca del Berguedà. Consisteix sobretot en masos aïllats, dividits entre les parròquies de Sant Andreu de Sagàs i La Guàrdia. Hi ha també dues antigues parròquies, Valldoriola i Biure.
| Entitat de població | Habitants (2024) |
| Sagàs               | 83               |
| la Guàrdia          | 71               |
| Font: Idescat       |                  |

## Símbols
Tot i que Sagàs no disposa d'un escut oficial, l'escut oficiós, emprat per l'Ajuntament, té el següent blasonament: Escut quadrilong: d'or, una creu de Sant Andreu gules amb una palma de martiri sinople superposada. Algunes versions usen una creu de color porpra. La creu i la palma de martiri representen el patró del poble, Sant Andreu.

## Geografia
- Llista de topònims de Sagàs (Orografia: muntanyes, serres, collades, indrets..; hidrografia: rius, fonts...; edificis: cases, masies, esglésies, etc).

## Demografia
| 1497 f | 1515 f | 1553 f | 1717 | 1787 | 1857 | 1877 | 1887 | 1900 | 1910 |
| ------ | ------ | ------ | ---- | ---- | ---- | ---- | ---- | ---- | ---- |
| 12     | 15     | 30     | 270  | 280  | 730  | 544  | 350  | 343  | 343  |

| 1920 | 1930 | 1940 | 1950 | 1960 | 1970 | 1981 | 1990 | 1992 | 1994 |
| ---- | ---- | ---- | ---- | ---- | ---- | ---- | ---- | ---- | ---- |
| 430  | 478  | 517  | 499  | 389  | 294  | 272  | 243  | 190  | 190  |

| 1996 | 1998 | 2000 | 2002 | 2004 | 2006 | 2008 | 2010 | 2012 | 2014 |
| ---- | ---- | ---- | ---- | ---- | ---- | ---- | ---- | ---- | ---- |
| 162  | 159  | 155  | 155  | 140  | 143  | 138  | 141  | 144  | 149  |

| 2016 | 2018 | 2020 | 2022 | 2024 | 2026 | 2028 | 2030 | 2032 | 2034 |
| ---- | ---- | ---- | ---- | ---- | ---- | ---- | ---- | ---- | ---- |
| 152  | 161  | 145  | 157  | 153  | -    | -    | -    | -    | -    |

El municipi té un creixement econòmic negatiu, de -10,4%.

## Festes
La festa major de Sagàs se celebra al voltant del 30 de novembre, en honor de Sant Andreu, patró del poble. La parròquia de la Guàrdia de Sagàs celebra una festa pròpia el primer diumenge d'octubre. L'ajuntament sol organitzar també un sopar de germanor en una data propera al 16 d'octubre, dia de Sant Galderic, patró dels pagesos catalans.

## Història
En l'època preromana, Sagàs era poblat per la tribu dels bergistans, un poble íber. Al llibre XXXIV d'Ab Urbe Condita, Tit Livi parla de Segestica, "una ciutat important i opulenta"("Segesticam […] grauem atque opulentam ciuitatem"), la qual correspon, possiblement, a l'actual Sagàs. Segons Livi, quan Cato el Vell va ordenar la destrucció de les muralles de totes les ciutats íbers entre els Pirineus i l'Ebre, només Segestica s'hi va resistir, i els romans van haver de menester maquinària de guerra per a conquerir-la ("Segesticam tantum […] uineis et pluteis cepit."). La importància d'aquesta ciutat podria explicar el gran nombre de topònims prellatins --com ara la Quar, Olvan o Merlès-- que es troben en aquesta zona del Berguedà.
En època medieval, la primera referència escrita a Sagàs es troba en un document de l'any 903, el qual descriu la consagració de l'església de Sant Andreu per part del Bisbe d'Urgell. El document especifica que l'església es troba "in territorio Bergitanensi in locum vocitatum Sagasse" (En territori berguedà, en un lloc anomenat Sagasse). L'església actual es va construir al mateix lloc en una època més tardana, i només es conserven unes poques restes dels fonaments de l'estructura original. De totes maneres, excavacions arqueològiques han localitzat tretze tombes corresponents al cementiri de l'església original.
Originàriament formava part del Comtat d'Osona, al s. X va passar a formar part del Comtat de Berga, el qual va ser absorbit posteriorment pel Comtat de Cerdanya. Al segle xi, el monestir de Sant Pere de la Portella va adquirir gran part del terme. Durant molt segles, Sagàs va ser una batllia de la Baronia de la Portella, domini del llinatge dels Saportella. L'any 1369, es va vendre la Baronia de la Portella als Pinós, i Sagàs va passar a formar part de la Baronia de Pinós.
L'any 1994, Sagàs va patir els incendis que van cremar gran part del Berguedà i el Bages.

## Economia
L'economia de Sagàs s'ha centrat tradicionalment en l'agricultura, sobretot amb el cultiu de cereals. Cada cop té més importància el turisme rural, sobretot des que gran part del municipi es va cremar amb els incendis de 1994. A Sagàs hi ha també alguna indústria petita i el restaurant Els Casals, amb una estrella Michelin.

## Edificis notables
- Església de Sant Andreu de Sagàs, del s. XI i d'estil romànic. És de planta basilical amb tres naus cobertes per volta de canó (que va substituir la coberta original de fusta a finals del s. XI o principis del xii) i un campanar del segle xix.[7]
- Església de Santa Maria de la Guàrdia, situada dalt d'un turó amb vistes notables.
- Església de Sant Martí de Biure, del s. XII i d'estil romànic.[7]
- Església de Sant Esteve de Valldoriola.
- Capella de Santa Margarida de Sagàs, d'estil preromànic i esmentat ja en un document de l'any 988.[7]